# T2 tanker
T2 tanker ali samo T2 je bil naftni tanker, ki so ga množično proizvajali v ZDA med drugo svetovno vojno. Skupaj so zgradili čez 500 primerkov. Veliko je jih ostalo v uporabi še desetletja po vojni. Kot druge v naglici grajene ladje je tudi T2 imel težave s kakovostjo, nekaj ladij se je v hladnem vremenu prelomilo na pol. Glavna težava je bila visoka vsebnost žvepla v jeklu in ne slabo varjenje kot so sprva predvidevali.
T2 so zgradili kot »obrambni« trgovski tanker, ki bi se ga dalo v primeru vojne uporabiti za vojaške namene. T2 je bil zasnovan na Mobilfuel in Mobilube, vendar je imel močnejši motor za večjo hitrost. Bil je 152,9 metra dolg, širok 20,7 metra. Bruto registrska tonaža je bila 9900 ton, nosilnost 15.850 dolgih ton in izpodriv okrog 21.100 ton. Parne turbine s skupno močjo 12 000 KM (8900 kW) so poganjale en propeler. Največja hitrost je bila 16 vozlov (30 km/h).
T2-A so imeli večjo kapaciteto in hitrost. Imeli so izpodriv 22445 ton in nosilnost 16300 ton.
T2-SE-A1 so bili najbolj pogosti.